# Mice Or Cyborg
Albums de Lab Rat XL
The Cosmic Memoirs Of The Late Great Rupert J. Rosinthrope
(Drexciya Storm #6)
Mice Or Cyborg est un album de Drexciya paru en 2003 sur le label Clone Records sous le pseudonyme Lab Rat XL.
Mice Or Cyborg est le dernier album de la série des sept Drexciya Storms.

## Titres
| No | Titre     | Durée |
| -- | --------- | ----- |
| 1. | Lab Rat 1 | 7:49  |
| 2. | Lab Rat 2 | 5:29  |
| 3. | Lab Rat 3 | 7:50  |
| 4. | Lab Rat 4 | 5:18  |
| 5. | Lab Rat 5 | 6:27  |
| 6. | Lab Rat 6 | 2:47  |